# Beretta Rx4 Storm
Le carabine semi-automatique Beretta RX4 Storm est destiné à la police. Le RX 4 fait partie d'une gamme comprenant aussi le pistolet Px-4, la carabine Cx4, le fusil de police Tx4 et la mitraillette Mx4

## Présentation
La Rx 4 chambre  le calibre 5,56 x 45 mm et les chargeurs de l'AR-15. Produit dans les usines de Benelli Armi S.p.A., ce modèle  est construit en acier et polymère. Il comprend une crosse rétractable (5 positions possibles) empruntée au, une poignée pistolet et des rails à accessoires. Plusieurs longueurs de canons sont disponibles.
Son mécanisme basée sur l'emprunt des gaz  er une culasse rotative est empruntée à la carabine de chasse Benelli Argo.

## Une variante civile: le Benelli MR1
Afin de satisfaire les marchés civils italiens et nord-américain de la défense personnelle, le groupe Beretta propose sous sa marque Benelli Armi S.p.A. la carabine MR1. Celle-ci utilise la crosse fixe à poignée-pistolet du Benelli M3.

## Dans la culture populaire
Les joueurs utilisant des armes virtuelles peuvent choisir la RX4 dans les jeux suivants :
- Alliance of Valiant Arms convertie en full auto ;
- Tom Clancy's Ghost Recon Advanced Warfighter 2 avec viseur point rouge et lance-grenade amovible    H&K ou FN Herstal selon le choix du joueur ;
- et Cross Fire.

## Sources
Cette notice est issue de la lecture des revues spécialisées de langue française suivantes :
- Cibles (Fr)
- Action Guns (Fr)
- J. HUON, Encyclopédie mondial de l'Armement, tome 5, Grancher, 2014.